# JQuery
jQuery е разпространена библиотека на JavaScript, публикувана в началото на 2006 от Джон Резиг. В основата си jQuery опростява достъпа до всеки елемент на дадена уеб-страница, като по този начин позволява лесно изграждане на динамична функционалност в страниците.
jQuery е безплатен и open source софтуер, лицензиран под MIT лиценз. jQuery се използва в 72% от 10000-те най-посещавани сайтове, което я прави най-популярната JavaScript алтернатива днес..

## Функционалност
- DOM селекция, базирана на синтаксиса на CSS селектори + разширена функционалност.
- DOM манипулация (с поддръжка за CSS 1 – 3), позволяваща създаване, манипулиране и премахване на елементи от уеб страницата.
- Събития (events)
- Ефекти и анимация
- Ajax
- парсване на JSON
- Съвместимост с широк набор браузъри, в т.ч. стари версии

## jQuery плъгини
jQuery архитектурата позволява на разработчиците да създават плъгин кодове, като по този начин разширяват нейната функционалност. Има на разположение в Интернет над 16 хиляди jQuery плъгина, които обхващат широк спектър от функционалности, като помощни приложения тип Ajax, уеб услуги, мрежови масиви от данни, динамични списъци, XML и XSLT инструменти, drag and drop приложения, събития, управление на бисквитки, модални прозорци и дори jQuery базиран Commodore 64 емулатор.
Важен източник на jQuery плъгини е поддомейнът с плъгини, който е разположен на сайта на jQuery. Въпреки това, при опита през декември 2011 година да се разчисти сайта от спама, плъгини в този поддомейн са били случайно изтрити. Новият сайт ще включва GitHub – хранилище-домакин, което ще изисква разработчиците да представят повторно плъгини в съответствие с новите изисквания за представяне. Има алтернативни търсачки за плъгини, като например jquer.in, които използват по-специализирани подходи за търсене, като например по регистрационен код и разглеждат само такива плъгини, които отговарят на определени критерии (например тези, които имат публичен регистрационен код).

## Други проекти на jQuery Foundation
- jQuery UI – набор от ефекти, приспособления и теми базирани на jQuery JavaScript Library.
- jQuery Mobile – универсален, HTML5-базиран потребителски интерфейс за всички популярни мобилни платформи.
- QUnit – използва се от jQuery, jQuery UI and jQuery Mobile за тестване на JavaScript код.
- Sizzle – JavaScript CSS selector-ен енджин

## Версии
- jQuery 1.x
- jQuery 2.x – включва същото API като jQuery 1.x, но не поддържа Internet Explorer 6, 7, или 8
- jQuery 3.x – от тази версия библиотеката започва да получава поддръжка от типа последна - 1 версии.